# 10e régiment de commandement et de soutien
Le 10e régiment de commandement et de soutien est une unité de commandement française.

## Création et différentes dénominations
Les premiers régiments du Train des équipages ont été créés par Napoléon pour pallier les lacunes de la logistique des armées françaises de l'Ancien régime et de la Révolution française. L'ancêtre du 10°R.C.S. était le 10° Bataillon du Train des Equipages (B.T.E.)

## Les chefs du10eRCS
- 1978-1980 : Lt Colonel MIOCHE
- 1979-1980 : Lt Colonel POIREL
- 1981-1982: Lt Colonel BARRAL
- 1984-1985 : Lt Colonel DARCOS
- 1985 : Lt Colonel GILLET
- 1987 : Lt Colonel BOUDET
- 1989 : Lt Colonel PHILIPS
- 1997 : Lt Colonel GENTY

-

## Drapeau
Nom des  Batailles inscrites sur les plis de son Drapeaux:
- RUSSIE 1812
- SAINT-GOND 1914
- GRANDE GUERRE 1914-1918

## Historique
En 1977, le 84e Régiment de Soutien de Montmédy est dissous, et remplacé par le centre d'instruction du 10e RCS stationné à Châlons-sur-Marne. Il faisait partie de la 10e Division Blindée de la 63e Division Militaire Territoriale. Dans les années 1980, le 10e R.C.S. était basé à Chalons-sur-Marne, quartier Chanzy. Deux compagnies étaient à Verdun qui soutenaient le 151e R.I. et deux régiments de chasseurs et un autre escadron sur le camp de Mourmelon, à Mourmelon-le-Grand, dans le département de la Marne. Ce dernier se nommait "escadron d'instruction". Le 10e R.C.S. n'était pas un régiment de professionnels. Les cinq escadrons se composaient d'appelés effectuant leur service militaire : 
- 11e Escadron d'Instruction (E.I), Mourmelon-le-Grand ;
- 10e Escadron de Commandement et de Quartier Général (E.C.Q.G.), Châlons-sur-Marne ;
- 10e Escadron de Circulation (E.C.), Châlons-sur-Marne ;
- 10e Escadron de Transport (E.T.), Châlons-sur-Marne ;
- 10e Compagnie de Transmissions (C.T.), Châlons-sur-Marne.

Le 10e Groupement de Réparation de la Division Blindée (G.R.D.B.) a été dissous en cours d'année 1985.
Le 10e R.C.S. était un régiment du Train, et une de ses compagnies assurait le fonctionnement de l'État-Major. Il était intégré à la 10e Division Blindée dont l'État Major se situait à Châlons-sur-Marne, maintenant Châlons-en-Champagne.
Châlons-sur-Marne accueillait également un autre régiment, le 402e Régiment d'Artillerie basé quartier Corbineau.
Il semble que le régiment ait survécu quelque temps à la suppression du service militaire, à partir de 1995.
Depuis 2010, la 1re Compagnie de Commandement et de Transmissions est basée au quartier Chanzy à Châlons-en-Champagne et a repris le profil et les missions du 10e R.C.S.